# Хочбар (опера)
«Хочба́р» —  первая дагестанская национальная опера в трёх действиях на музыку Готфрида Гасанова. Написана в 1937 году.
В дагестанском театре оперы и балета стало традицией открывать театральный сезон этой оперой. «Хочбар» то же самое, что «Иван Сусанин» для Большого театра. Это было первое произведение дагестанской музыки на «историческую тему». Значение оперы «Хочбар» для истории дагестанской профессиональной музыки выходит за рамки создания первой национальной оперы. 

## История и сюжет
Хочбар со своим отрядом совершал набеги до самого Хунзаха, забирал награбленное у богатеев и раздавал всем беднякам. Хунзахский хан понимал, что войною гидатлинцев не одолеть, решил хитростью обезглавить их сопротивление - уничтожить предводителя гидатлинцев. Памятуя, что в горах от приглашения не отказываются, он позвал Хочбара к себе на «свадьбу». Когда тот приходит - окружение хана его связывает и хан решает предать Хочбара казни - сожжению на костре. Перед смертью Хочбар вырывается и забирает с собой в костёр  двух маленьких детей хана.

## Постановка оперы
Опера была поставлена в 1995 году силами Дагестанской государственной филармонии, хора Дагестанского государственного Педагогического университета, хором Махачкалинского музыкального училища. Позже, с открытием в 1998 году Дагестанского государственного театра оперы и балета, опера была поставлена силами этого театра. С этой премьеры театр начал своё существование.

## Исполнители и постановщики
- Режиссёр — Ислам Казиев
- Художник — Ибрагим Супьянов
- Дирижёр — Шамиль  Ханмурзаев
- Хормейстер — Людмила Ханжова.
- Балетмейстер — Зулумхан Хангереев
- Художественный руководитель — Наида Абдулгамидова

Главные партии:
- Хочбар — Тагир Курачев, Магомед Абасов
- Хан — Айгум Айгумов

## Цитата
Наида Абдулгамидова, министр культуры Дагестана: «Это была давняя мечта всех музыкантов. Мы посмотрели, что и содержание этой оперы, и музыкальный фольклор всех народов Дагестана дал возможность впервые выйти на сцену и получил всеобщее одобрение».